# Slicker Than Your Average
Slicker Than Your Average è il secondo album del cantante inglese Craig David, pubblicato nel 2002 per la Atlantic Records. L'album ha venduto oltre 3 milioni e mezzo di copie nel mondo, ottenendo un enorme successo soprattutto in Inghilterra e Australia. Nel brano è contenuto tra l'altro un duetto col cantante Sting.

## Tracce
1. Slicker Than Your Average
2. What's Your Flava?
3. Fast Cars
4. Hidden Agenda
5. Eenie Meenie (with Messiah Bolical)
6. You Don't Miss Your Water ('Til the Well Runs Dry)
7. Rise & Fall (with Sting)
8. Personal
9. Hands Up in the Air
10. 2 Steps Back
11. Spanish (with Duke One)
12. What's Changed
13. World Filled with Love

## Classifiche
| Paese             | Posizione più alta |
| ----------------- | ------------------ |
| Belgio (Fiandre)  | 15                 |
| Belgio (Vallonia) | 8                  |
| Canada            | 8                  |
| Danimarca         | 32                 |
| Francia           | 6                  |
| Italia            | 11                 |
| Norvegia          | 27                 |
| Nuova Zelanda     | 20                 |
| Paesi Bassi       | 19                 |
| Regno Unito       | 4                  |
| Stati Uniti       | 32                 |
| Svezia            | 26                 |
| Svizzera          | 6                  |